# Hans-Martin Majewski
Hans-Martin Majewski (* 14. Januar 1911 in Schlawe, Pommern, Deutschland; † 1. Januar 1997 in Bötersen) war ein deutscher Filmkomponist.

## Biografische Angaben
Nach einem abgebrochenen Medizinstudium schrieb Majewski sich am Leipziger Konservatorium ein. Zu seinen Lehrern zählten u. a. Robert Teichmüller (Klavier), Bruno Walter (Dirigieren) und Kurt Thomas (Chorleitung). Nach seinem Wechsel nach Berlin arbeitete er ab 1935 als Dirigent und Korrepetitor am Theater des Volkes. 1938 komponierte Majewski mit „Insel der Träume“ seine erste Operette. Ein Jahr später engagierte ihn der Regisseur Arthur Maria Rabenalt, für dessen Film Flucht ins Dunkel er die Filmmusik schrieb. Der Zweite Weltkrieg und die Einberufung als Soldat unterbrachen zunächst das künstlerische Schaffen Majewskis.
Nach dem Krieg, Majewski hatte sich inzwischen als Komponist in Hamburg niedergelassen, schrieb er Hörspiele und leitete das regelmäßig ausgestrahlte Radioprogramm „Kabarett der Zeit“. Außerdem komponierte er Chansons für verschiedene Kabaretts in der Hansestadt.
Im Jahr 1948 holte ihn Wolfgang Liebeneiner für die Wolfgang-Borchert-Adaption Liebe 47 (nach dem Stück Draußen vor der Tür) zurück zum Film. Die später ebenfalls erfolgreichen Filmkomponisten Peter Sandloff und Martin Böttcher zählten hier erstmals zu den Mitarbeitern Majewskis.
Bis in die 1980er-Jahre schrieb Majewski die Musik für etwa 200 Spiel- und Fernsehfilme, zahlreiche Dokumentar- und Industriefilme und ca. 100 Hörspiele. So steuerte er beispielsweise zu dem Fünfteiler Am grünen Strand der Spree von Hans Scholz (1957) oder die als Hörspiel inszenierte Komödie Du kannst mir viel erzählen, in der Heinz Rühmann (1949) in einer seiner wenigen Arbeiten fürs Radio mitwirkte, sowie etwa 80 Kabarett- und Theateraufführungen die Musik bei. Die Bandbreite seiner Kompositionen reichte dabei von der Klassischen Musik bis hin zum Jazz und zur populären Musik. Damit zählte er zu den vielseitigsten und meistbeschäftigten Filmkomponisten Deutschlands.
Hans-Martin Majewskis Grabstätte befindet sich auf dem Ortsfriedhof von Stapel (Landkreis Rotenburg/Wümme). Sein musikalischer Nachlass wurde dem Deutschen Komponistenarchiv in HELLERAU – Europäisches Zentrum der Künste Dresden zur Verfügung gestellt.

## Filmografie (Auswahl)

### Spielfilme
- 1939: Flucht ins Dunkel
- 1942: Fronttheater
- 1949: Liebe 47
- 1950: 0 Uhr 15 Zimmer 9
- 1950: Meine Nichte Susanne
- 1950: Wenn eine Frau liebt
- 1951: Primanerinnen
- 1952: Der Weg zu Dir
- 1952: Klettermaxe
- 1952: Postlagernd Turteltaube (erste vollständig elektronische Filmmusik mit Oskar Sala)
- 1952: Liebe im Finanzamt
- 1953: Weg ohne Umkehr
- 1953: Das Nachtgespenst
- 1954: Männer im gefährlichen Alter
- 1954: Das fliegende Klassenzimmer
- 1954: Sie
- 1954: Das zweite Leben
- 1954: Drei vom Varieté
- 1954: Die verschwundene Miniatur
- 1954: Die goldene Pest
- 1955: Gestatten, mein Name ist Cox
- 1955: Herr über Leben und Tod
- 1955: Ingrid – Die Geschichte eines Fotomodells
- 1955: Alibi
- 1956: Ich suche Dich
- 1956: Hochzeit auf Immenhof
- 1956: Nacht der Entscheidung
- 1956: Liebe
- 1956: Ohne Dich wird es Nacht
- 1956: Heute heiratet mein Mann
- 1956: Kitty und die große Welt
- 1957: Der Stern von Afrika
- 1957: Der tolle Bomberg
- 1957: Haie und kleine Fische
- 1957: Ferien auf Immenhof
- 1957: Bekenntnisse des Hochstaplers Felix Krull
- 1958: Das gab’s nur einmal
- 1958: Der Mann im Strom
- 1958: Der Greifer
- 1958: Peter Voss, der Millionendieb
- 1958: Nasser Asphalt
- 1958: Scampolo
- 1959: Und das am Montagmorgen
- 1959: Labyrinth
- 1959: Menschen im Hotel
- 1959: Nacht fiel über Gotenhafen
- 1959: Bezaubernde Arabella
- 1959: Die Brücke (mit Oskar Sala)
- 1959: Menschen im Netz
- 1960: Bumerang
- 1960: Division Brandenburg
- 1960: Schachnovelle
- 1960: An heiligen Wassern
- 1960: Fabrik der Offiziere
- 1960: Frage Sieben
- 1961: Das Wunder des Malachias
- 1961: Die Ehe des Herrn Mississippi
- 1961: Frau Cheneys Ende
- 1961: Das Riesenrad
- 1962: Das Mädchen und der Staatsanwalt
- 1962: Der rote Rausch
- 1962: Tunnel 28
- 1962: Hütet eure Töchter!
- 1962: Liebling, ich muß dich erschießen
- 1963: Liebe will gelernt sein
- 1963: Elf Jahre und ein Tag
- 1963: Schloß Gripsholm
- 1963: Der Besuch
- 1966: Ganovenehre
- 1966: Der Mann, der sich Abel nannte
- 1967: Rheinsberg
- 1969: Sieben Tage Frist
- 1969: Herzblatt oder Wie sag ich’s meiner Tochter?
- 1973: Gott schützt die Liebenden
- 1973: Der Lord von Barmbeck
- 1974: Magdalena – vom Teufel besessen
- 1974: Wer stirbt schon gerne unter Palmen
- 1975: Das Messer im Rücken
- 1975: Verlorenes Leben
- 1976: Die Elixiere des Teufels
- 1977: Die Standarte
- 1977: Das Gesetz des Clans
- 1978: Der Schimmelreiter
- 1979: Der Mörder
- 1981: Stern ohne Himmel
- 1982: Feine Gesellschaft – beschränkte Haftung

### Fernsehfilme
- 1964: Ich fahre Patschold
- 1964: Das wissen die Götter
- 1967: Großer Mann was nun?
- 1968: Ein Mann namens Harry Brent
- 1968: Der Unfall
- 1969: Stewardessen
- 1971: Privatdetektiv  Frank Kross
- 1977: Mr. Carlis und seine abenteuerlichen Geschichten
- 1977: Spuk in Felixburg (Fernsehfilm)
- 1978: Der Pfingstausflug
- 1979: Morgenstern am Abend
- 1982: Die Pawlaks
- 1985: Liebling Kreuzberg (erste Staffel)
- 1986: Das Mord-Menü (Fernsehfilm)
- außerdem Episoden der Serien „Der Kommissar“, „Derrick“, "Ein Fall für Zwei" und „Der Alte“

## Hörspiele (Auswahl)
- 1949: Christian Bock: Du kannst mir viel erzählen – Regie: Ulrich Erfurth
- 1956: Hans Scholz: Am grünen Strand der Spree – Regie: Gert Westphal
- 1958: Hans Rothe: Verwehte Spuren – Regie: Gustav Burmester
- 1959: Georges Simenon: Maigret und der gelbe Hund – Regie: Gert Westphal
- 1959: Georges Simenon: Maigret und seine Skrupel – Regie: Gert Westphal
- 1960: Georges Simenon: Maigret und die Bohnenstange – Regie: Gert Westphal
- 1965: Hans Gruhl: Fünf tote alte Damen (5 Teile) – Regie: Curt Goetz-Pflug

## Auszeichnungen (Auszug)
- Filmband in Gold für „Weg ohne Umkehr“ (1953)
- Preis der deutschen Filmkritik für „Ohne Dich wird es Nacht“ (1956)
- Filmband in Gold für „Nasser Asphalt“ (1958)
- Filmband in Gold für „Die Brücke“ (1959)
- Preis der deutschen Filmkritik für „Die Brücke“ (1959)
- Karl Szuka-Preis für das Hörspiel „Allah hat hundert Namen“ (1959)
- Filmband in Gold für „Der Lord von Barmbeck“ (1973)
- Filmband in Gold (für langjähriges und hervorragendes Wirken im deutschen Film)
- GEMA-Ehrenmedaille
- Erich-Wolfgang Korngold-Preis 1995 (Ehrenpreis für ein künstlerisches Lebenswerk), zusammen mit Martin Böttcher.

## Diskografie (Auszug)
- Film Jazz, Bear Family Records, BCD 16386 AH
- Für immer Immenhof, Bear Family Records, BCD 16644 AS
- Deutsche Filmkomponisten, Folge 10, Hans-Martin Majewski, Bear Family Records, BCD 16490 AR
- Casablanca und weitere Filmmusiken, Karussell 839 225-2 (Casablanca ist nicht von Hans-Martin Majewski. Die restlichen 13 Aufnahmen auf der CD sind von ihm).